# Jardín Nacional Shinjuku Gyoen

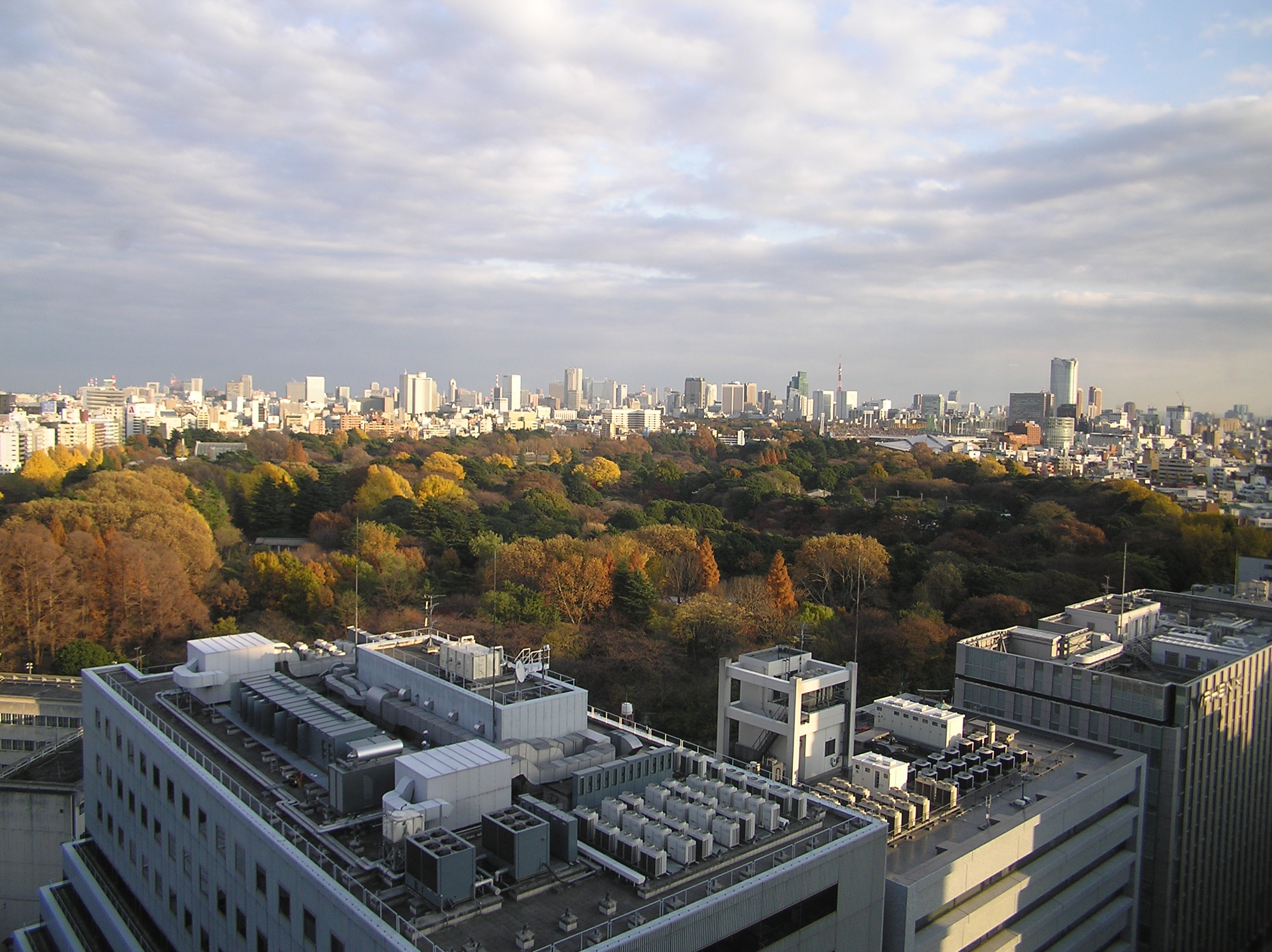
El Jardín Nacional de Shinjuku-Gyoen.

El Jardín Nacional Shinjuku Gyoen (en japonés: 新宿御苑 Shinjuku Gyoen,) es un jardín botánico de 58,3 hectáreas de extensión, en Shinjuku en la Prefectura de Tokio, Japón.
Está administrado por el Ministerio Nacional de Medio Ambiente.
Presenta trabajos para la International Agenda Registration-(Agenda Internacional para la Conservación en los Jardines Botánicos).
El código de reconocimiento internacional del Shinjuku Gyoen National Garden como institución botánica (en el Botanical Gardens Conservation International - BGCI), así como las siglas de su herbario es SHING.

## Localización
'Shinjuku Gyoen National Garden, Naito-cho, 11 Shinjuku, Tokio 142-8501 Japón.
Planos y vistas satelitales.35°42′2″N 139°42′54″E / 35.70056, 139.71500
El jardín es visitable por el público en general, de 9:00 a 18:00, (los lunes cerrado), pagando una tarifa de entrada, de 500 Yens. El jardín se cierra del 29 de diciembre al 3 de enero.
- Altitud: de 83 m s. n. m.
- Temperatura media anual: 16,6  °C (de 1976 a 1991)
- Precipitaciones medias anuales: 1 632 mm (de 1976 a 1991)

Se precisa la solicitud por escrito en la entrada para hacer fotos en el jardín.

## Historia
Este jardín se construyó en la finca solariega de la familia Naito, propiedad del antiguo señor feudal ("daimyo") Naito, de la era Edo.
Presenta una circunferencia de 3,5 km, siendo considerado este jardín como uno de los más importantes jardines que datan de la era Meiji.

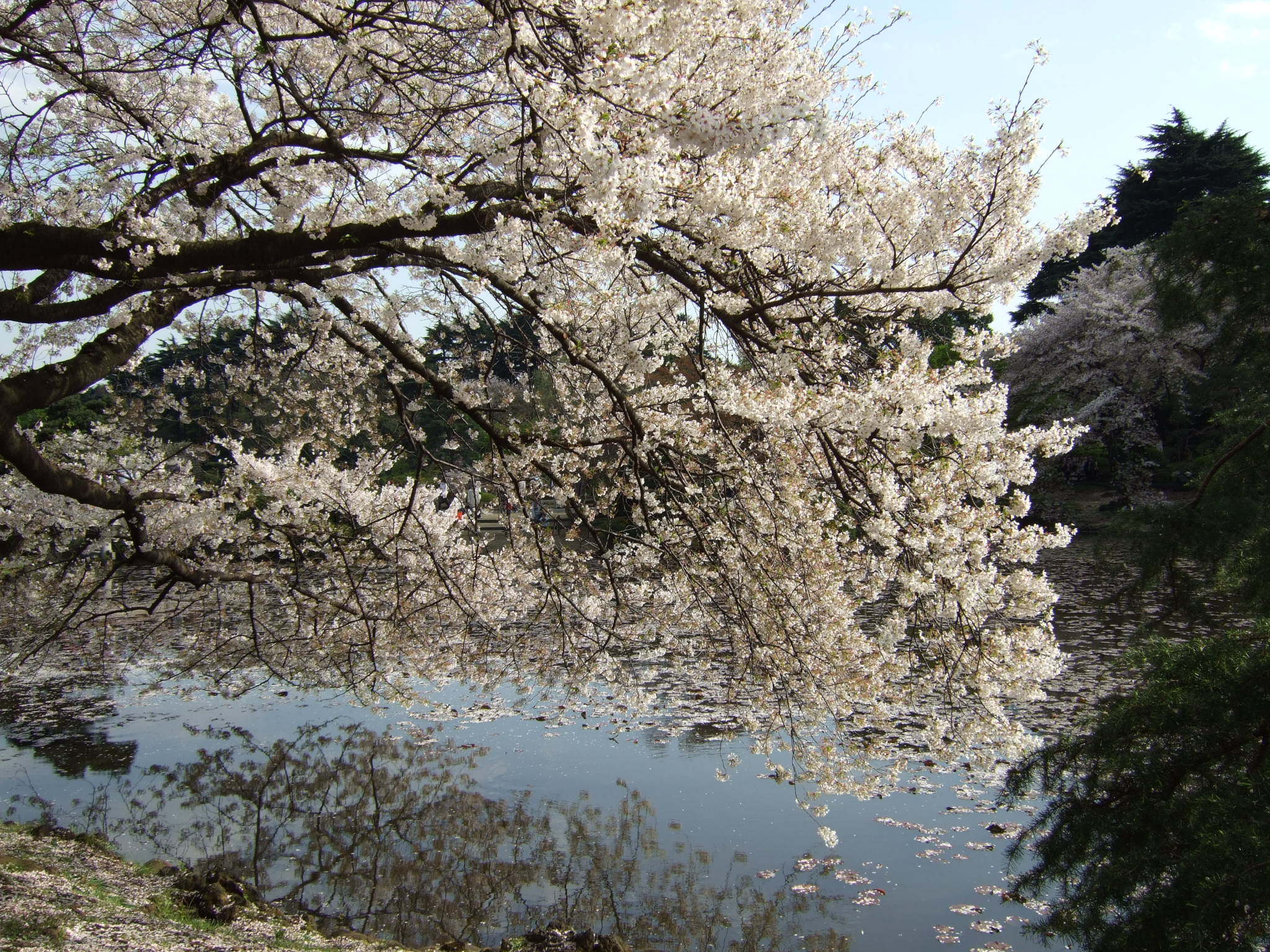
El cerezo sakura en floración en Shinjuku gyoen.

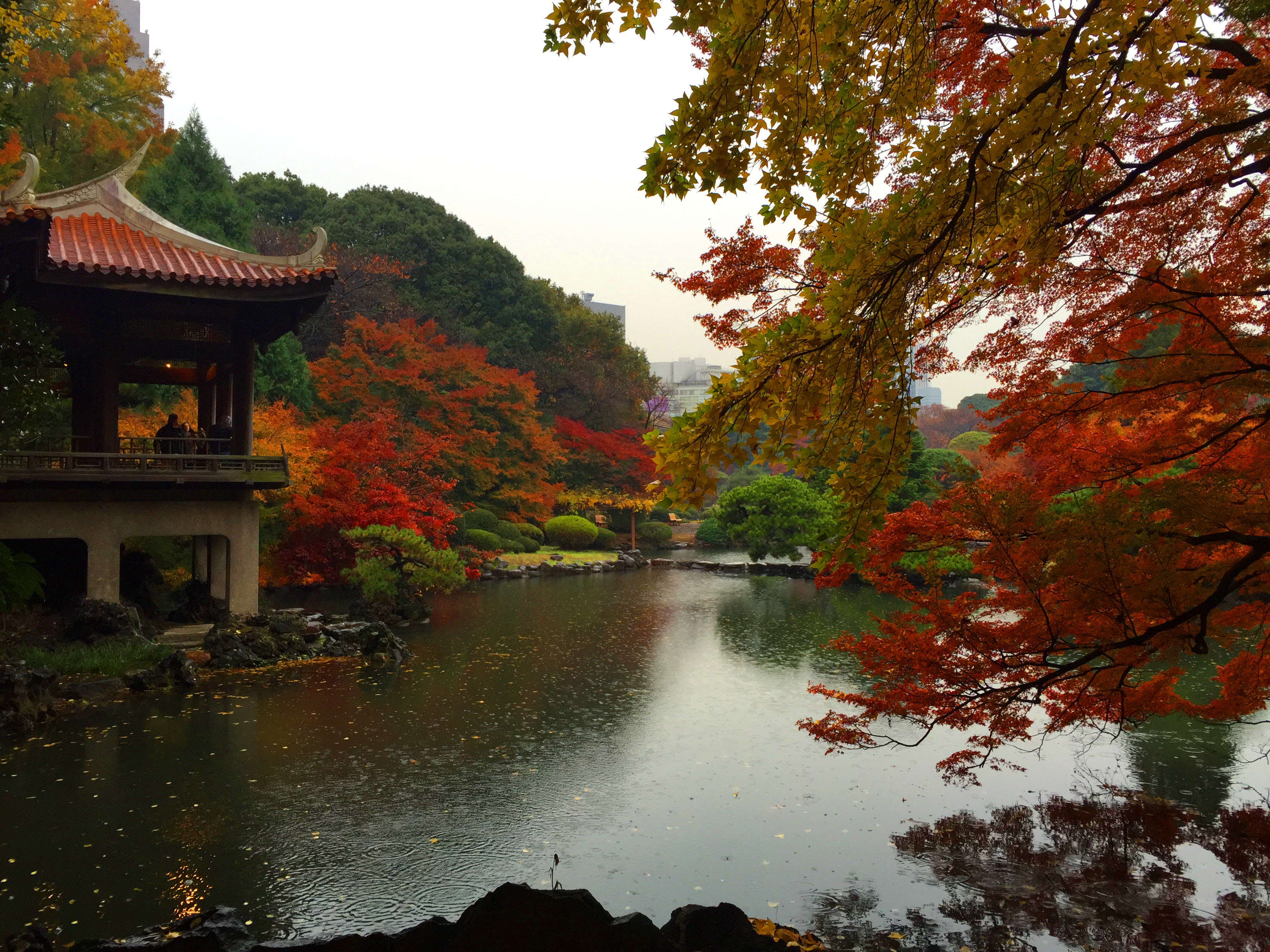
Atardecer

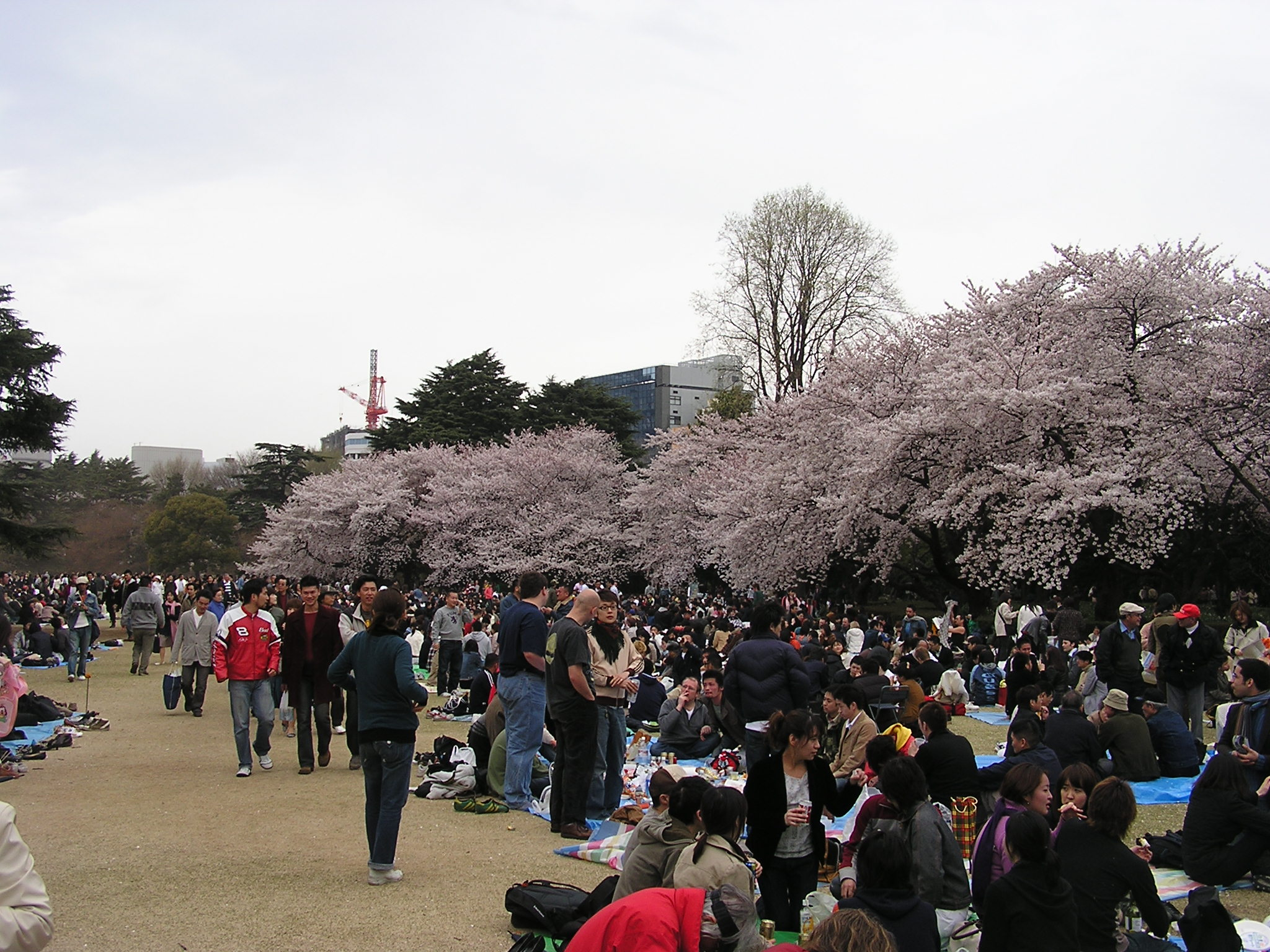
Hanami

Desde 1892, el jardín tenía una actividad hortícola en invernaderos. Rediseñado en 1906 como jardín imperial, después de la Segunda Guerra Mundial se reestructuró como un jardín nacional y abierto al público. Los invernaderos actuales datan de 1950.
El Jardín Nacional Shinkuju Gyoen presenta cada año, del 1 al 15 de noviembre, la Exposición Nacional de Crisantemos. El crisantemo (símbolo de la familia imperial de Japón), procedente de China se introdujo su cultivo en Japón en el siglo VIII y en el siglo XVII se crearon numerosas variedades.
Los Japoneses presentan los crisantemos utilizando estilos muy diferentes, citan: el estilo "Kengai" (en cascada), el estilo "O-zukuri" (un pie produce cientos de flores y está cortado para formar una cúpula), el estilo "Tazuna-ue"(con forma de brida de caballo)…

## Colecciones
Actualmente el jardín botánico alberga más de 800 especies de plantas útiles, que se encuentran agrupadas presentando tres estilos de jardines: un jardín clásico a la francesa, un jardín a la inglesa y un jardín tradicional japonés.
Son de destacar,
- Jardín de cerezos, colección de 75 variedades de cerezos con 1500 pies,
- Jardín de azaleas,
- Jardín de arces,
- Colección de Chrysanthemum, con 180 variedades de crisantemos
- Estanques, con colecciones de nenúfares
- Arboretum,
- Invernaderos, que albergan más de 2400 especies tropicales y subtropicales, destacando su colección de orquídeas con 900 especies (150 clases).

Además el jardín cuenta las siguientes instalaciones: una antigua residencia secundaria que pertenece a la familia imperial, una galería de arte, un pabellón de Taiwán, 2 casas de té japonesas (con la ceremonia del té), varios pabellones de descanso, restaurantes…

## Imágenes

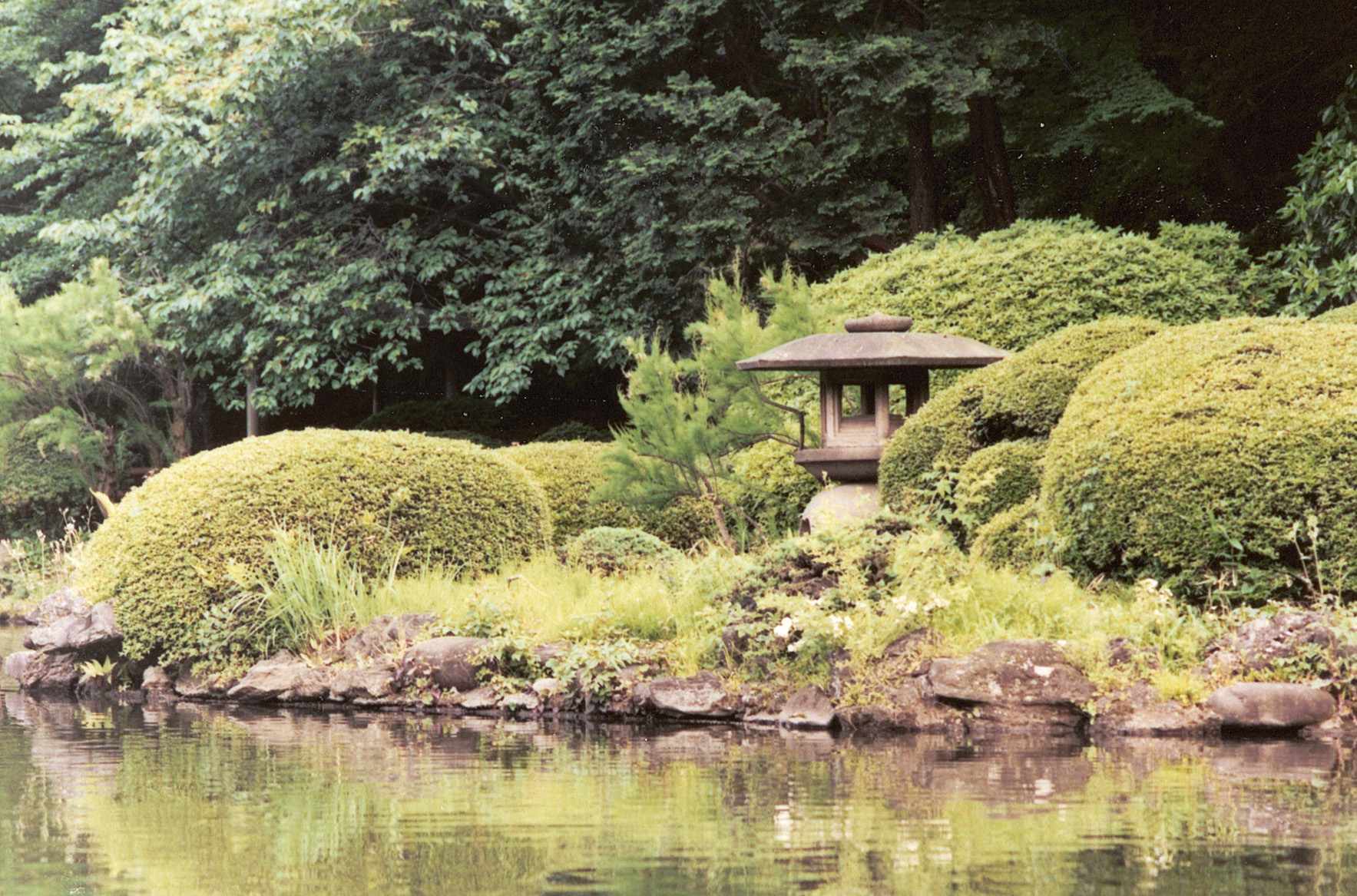
Jardín tradicional japonés en Shinjuku Gyoen
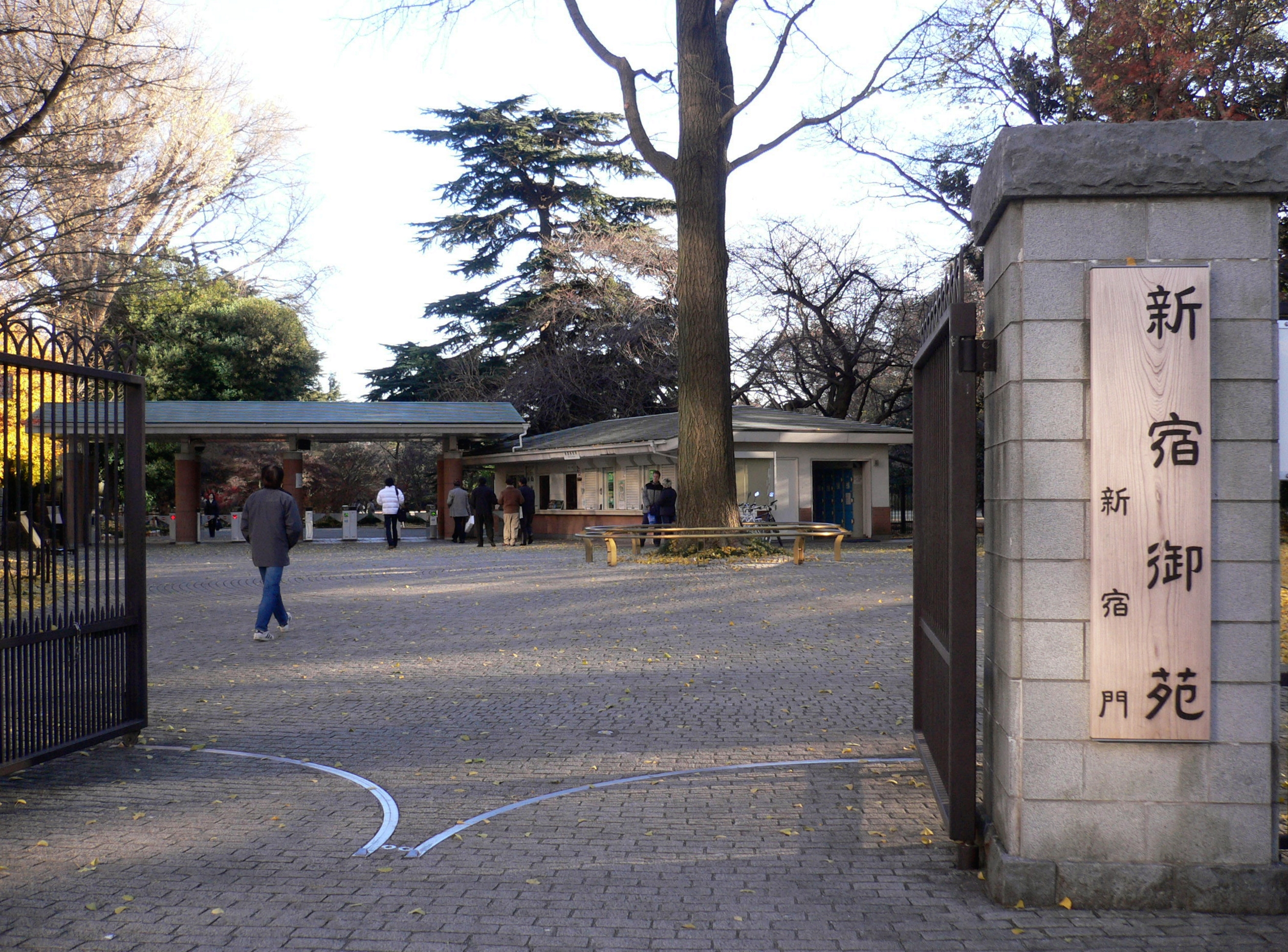
Puerta de entrada a Shinjuku Gyoen
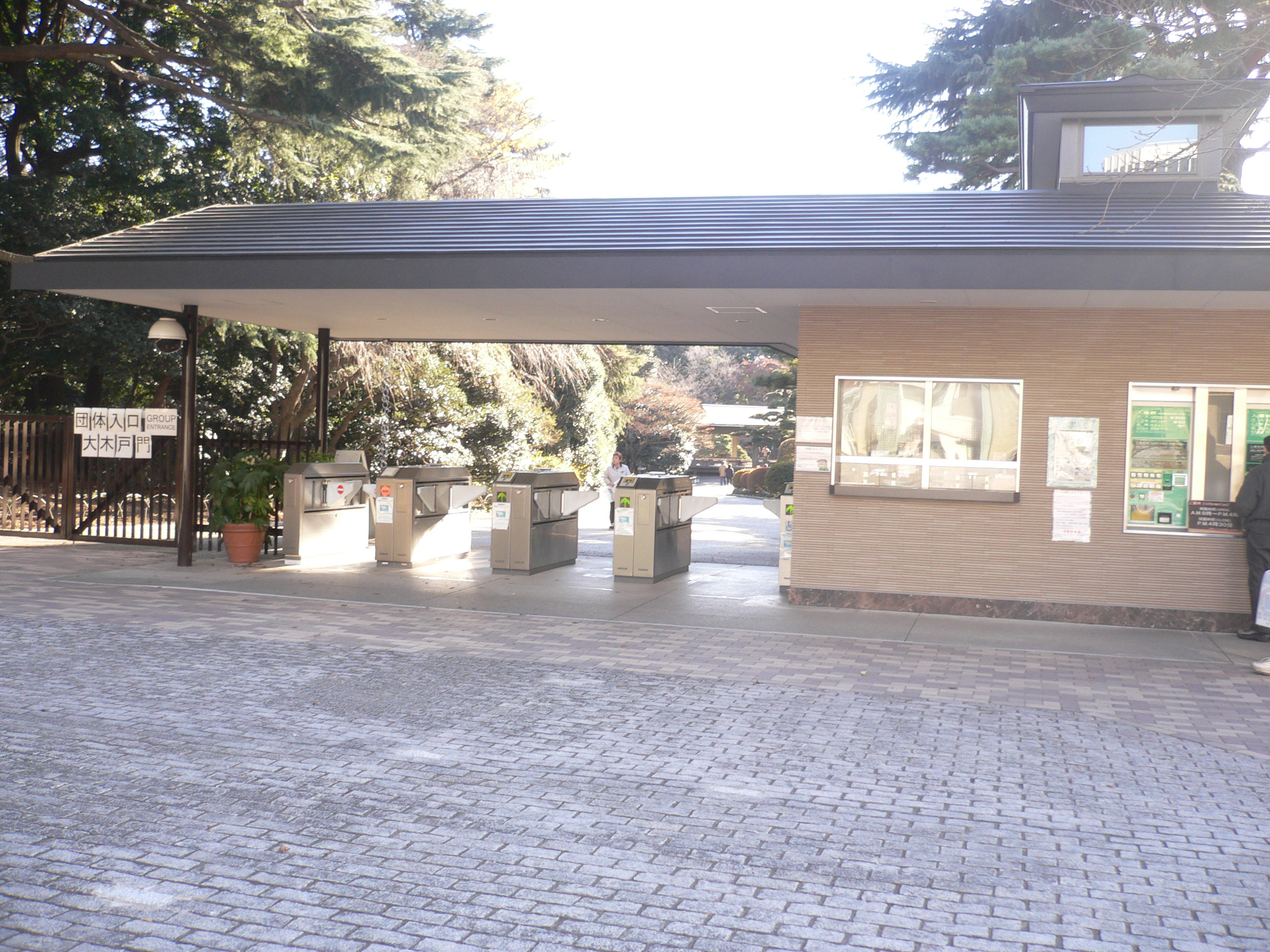
Nueva puerta de entrada a Shinjuku Gyoen
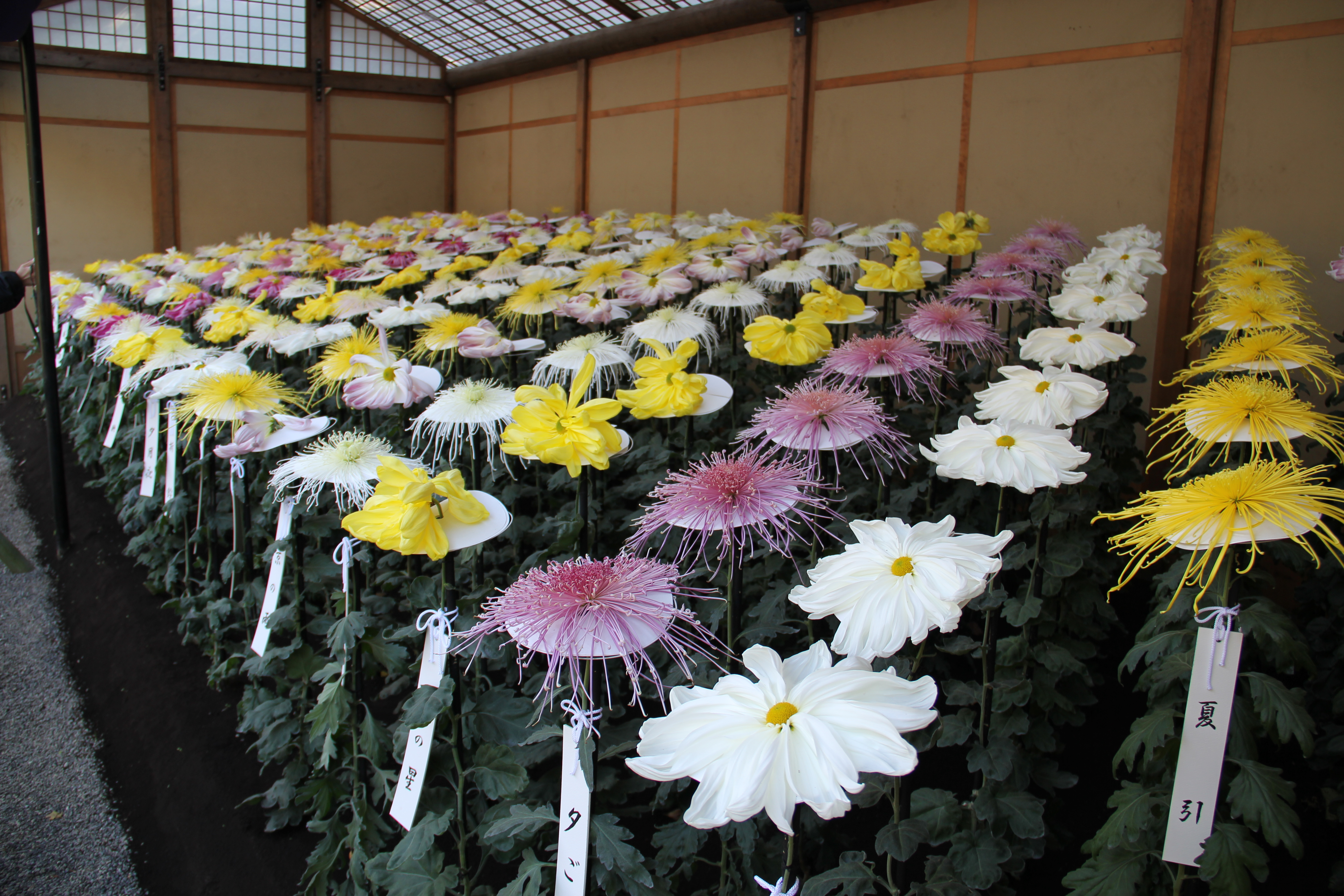
Exposición de Chrysanthemum en el Shinjuku Gyoen
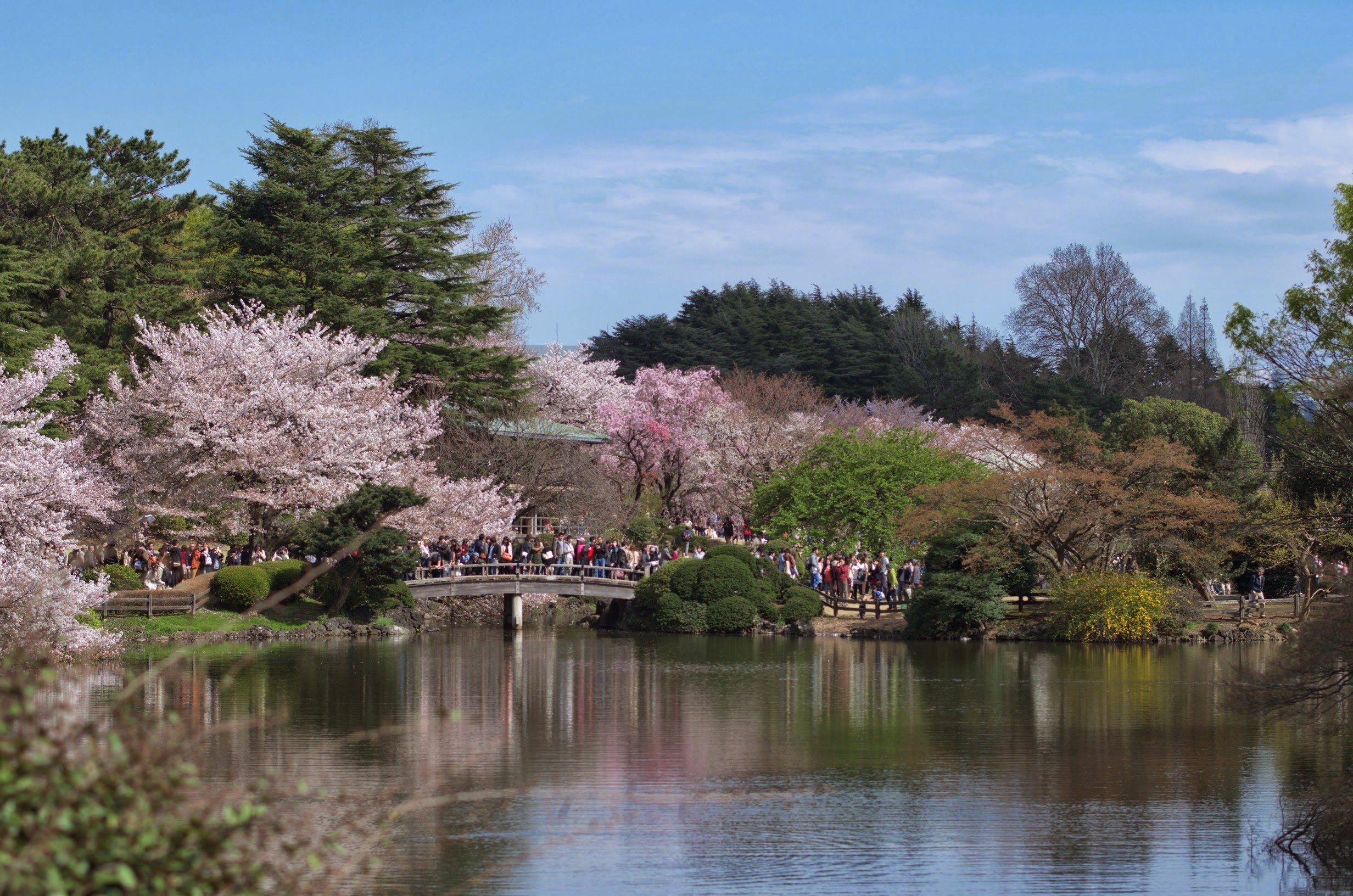
Puente